# Tochiazuma Daisuke
Tochiazuma Daisuke (栃東 大裕), dont le véritable nom est Daisuke Shiga (志賀 太祐, Shiga Daisuke), né le 9 novembre 1976 à Adachi (Tokyo) (Japon), fut le 235e ōzeki de l'histoire du sumo avant de prendre sa retraite pour raisons de santé en mai 2007.
Tochiazuma mesure 1,79 m et pèse 155 kg. Son style est assez impressionnant bien qu'il reste dans les techniques de base du sumo.

## Biographie
En novembre 1994, il participe à son premier tournoi officiel. Montant peu à peu dans la hiérarchie, il accède à la division des lutteurs salariés sekitori en mai 1996. Son ascension est assez rapide, puisqu'il arrive dans la division reine makuuchi à peine six mois plus tard, puis devient komusubi en juillet 1997. En 1998, il est sekiwake, le troisième plus haut grade en sumo, ce qui laisse présager d'un bel avenir dans le sumo. 
Jusqu'en 2002, il resta ainsi entre les grades de maegashira et sekiwake. Mais, fin 2001, à la suite de deux tournois particulièrement réussis, il est promu au grade d’ōzeki. Il remporte même le honbasho suivant, ce qui reste un fait exceptionnel dans l'histoire moderne du sumo. 
Sa carrière est ensuite marquée par de nombreuses blessures, mais Tochiazuma arrive quand même à maintenir son grade tant bien que mal. Il remporte son deuxième yusho en novembre 2003. Cependant, en 2004, il finit par perdre son grade d’ōzeki à la suite d'une grave blessure à l'épaule : avec deux tournois consécutifs sans aucune victoire, il redescend au grade de sekiwake. Il lui faut alors aligner dix victoires en quinze jours s'il veut retrouver directement son grade. Au Nagoya Basho 2004, malgré une épaule non totalement rétablie, il réussit ce tour de force !
Mais la chance n'est pas du côté de Shiga Daisuke : dès le tournoi suivant, son épaule n'étant toujours pas rétablie, il ne peut pas finir le honbasho. Idem au suivant. Comme quelques mois auparavant, il perd à nouveau son grade d’ōzeki, et doit gagner au moins dix combats pour retrouver son grade. Tochiazuma réalisera un score de 11-4 au Hatsu Basho 2005, regagnant son grade pour la deuxième fois. Tochiazuma est le seul lutteur à avoir réussi à regagner deux fois son grade d’ōzeki ; en cela, il constitue un lutteur exceptionnel.
Il remporte son troisième yusho en janvier 2006, mettant fin à une très longue période de domination d'Asashoryu, le 68e yokozuna. Le 7 mai 2007, il annonce la fin de sa carrière de lutteur dans le monde du sumo (intai) à l'âge de 31 ans, à la suite de problèmes de santé (hypertension et risque d'accident vasculaire cérébral).